# X-ray Multi-Mirror
O X-ray Multi-Mirror Newton (XMM-Newton) é um satélite de observação de fontes astrofísicas de raios X. Lançado em 10 de dezembro de 1999 por um foguete Ariane 5 desde a base de Kourou, na Guiana Francesa, o XMM-Newton é o maior satélite científico da [[Agência Espacial Europeia.
Muitos corpos celestes geram raios X em processos extremamente violentos, como estrelas e núcleos ativos de galáxias, ou via processos tipo reflexão, como cometas e planetas. Mas a observação de tais fótons demanda a colocação dos detectores longe da Terra, uma vez que são absorvidos pela atmosfera terrestre. O satélite XMM-Newton tem uma órbita elíptica em torno da Terra, com sua distância variando de 20 mil a 120 mil quilômetros.

## A sonda
O nome da sonda foi anunciado em 9 de fevereiro de 2000 pelo antigo diretor da Agência Espacial Europeia, o professor Roger Bonnet. Ele explicou:
"Nós escolhemos este nome porque o senhor Isaac Newton foi quem inventou o espectroscópio e XMM é uma missão que utiliza espectroscópios. O nome de Newton está associado à queda de uma maçã, que é o símbolo da gravidade e com a sonda XMM, eu espero que nós possamos encontrar um grande número de candidatos a buracos negros, que são associados com a teoria da gravitação".
A sonda XMM-Newton transporta três telescópios de raios X que alimentam cinco câmeras e um telescópio de observação do céu no óptico ou em ultravioleta.
Cada telescópio de raios X tem aproximadamente 500 kg e contém 58 espelhos concêntricos de alta precisão, que dão ao satélite a capacidade de observar até o equivalente ao tamanho aparente da Lua (ou do Sol) no céu. Estes conjuntos de espelhos permitem à sonda XMM-Newton detectar milhões de fontes. 
A sonda XMM também é tecnicamente denominada de High Throughput X-ray Spectroscopy. Foi colocada em uma órbita bastante excêntrica de 40º, com período orbital de 48 horas. O seu apogeu é algo em torno de 120.000 km da Terra e o seu perigeu é de apenas 20.000 km.
O satélite tem uma massa de 3.800 kg, tem 10 metros de comprimento e 16 metros de largura, medindo com os painéis solares abertos. Ele transporta três telescópios de raios X um ao lado do outro, desenvolvidos pela Media Lario da Itália, cada um contém 58 espelhos concêntricos. O telescópio pode cobrir uma faixa de energia que vai de 0,1 keV a 12 keV.
Outros instrumentos a bordo da sonda eram três câmeras imageadoras de fótons, dois espectrômetros de reflexão e um monitor óptico de 30 cm da Ritchey-Chretien.
A missão, inicialmente prevista para dois anos de operação, completará 20 anos no final de 2019 e tem previsão atual de ser continuada até 2022. O seu gerenciamento é conduzido pela VILSPA, situada em Villafranca, na Espanha e as informações são processadas e guardadas no XMM-Newton Survey Science Center da Universidade de Leicester, Inglaterra.
A sonda XMM-Newton observou o cometa 9P/Tempel 1 durante o impacto ocasionado pela sonda Deep Impact.